# 中央寺 (札幌市)
中央寺（ちゅうおうじ）は北海道札幌市中央区南6条西2丁目にある曹洞宗の仏教寺院。山号は實相山。大本山永平寺直末。

## 歴史
1874年（明治7年）創建。開基は總持寺東京出張所の役僧を務めていた西有穆山（のち總持寺貫首）。西有は1874年8月に開教の命を受けて渡道し、各地を巡回した後、開拓使に赴き大判官の松本十郎を説き伏せて、現在の中央区南2条西9丁目に小教院建設用の敷地1620坪の提供を受けた。同年12月に西有に随行していた小松萬宗（のち二世住職）の指揮により、同地に札幌小教院が建設された。翌年中教院に昇格し、1879年（明治12年）には本堂が完成した。1881年（明治14年）曹洞宗宗務支局と改称し、翌1882年（明治15年）に寺号公称を認可され、「中央寺」となった。1892年（明治25年）に南6条西2丁目の現在地に移転した。創建以来、当寺は曹洞宗の北海道における布教拠点としての役割を担い、歴代住職は道内各地に次々と末寺を建立していった。その数は現在までに29を数え、孫末寺を含めると道内でも屈指の規模を誇る。
このような創建と発展の経緯が示すように、当寺は歴史的には僧侶が修行する寺というよりも、檀信徒の信仰のために存在する寺であるという側面が強かった。そのため坐禅修行を重んじる曹洞宗の寺院でありながら、僧侶による本格的な坐禅修行は長く行われていなかった。1976年（昭和51年）に住職となった宮崎奕保（のち永平寺七十八世貫首）はこの状況を憂い、就任早々寺の規則「山内規」を定め、僧侶たちに対して厳格な坐禅修行を義務付けるようになった。宮崎と後任の住職・坪田俊好の尽力により、1996年（平成8年）に正式に僧堂の認可を受けた。

## 沿革
- 1874年 – 西有穆山によって現在の札幌市中央区南2条西9丁目に小教院設置。建設は西有に随行していた小松萬宗が担当
- 1875年 – 中教院に昇格
- 1876年 – 仮教場建設[7]
- 1879年 – 本堂完成
- 1880年 – 諸堂が建立され、寺院の体裁が調う[7]
- 1881年 – 曹洞宗宗務支局と改称
- 1882年 – 1月、寺号公称を認可され、「中央寺」となる。10月、永平寺六十一世貫主・久我環渓が札幌巡教に訪れて中央寺に滞在[7]。久我が開山、西有が開基、小松が二世となる[7]
- 1892年 – 現在地に移転、永平寺直末となる[8]
- 1915年 – 大正天皇即位記念として大梵鐘を鋳造し、鐘楼堂を新築する[12]
- 1950年 – 二世小松萬宗の五十回忌及び高祖大師七百大遠忌の記念事業として位牌堂を新築し、不老閣を建築する[13]
- 1996年 – 曹洞宗より専門僧堂の認可を受ける

## 末寺
- 日高山光照寺（浦河郡浦河町常盤町）[14]
- 室蘭山安楽寺（室蘭市常盤町）[15]
- 興聖寺（小平郡小平町鬼鹿田代）
- 實法山中央院（苫小牧市元町）[16]
- 願海寺（羽幌郡羽幌町焼尻西浦）
- 豊隆寺（石狩市浜益区浜益）
- 豊流山竜松寺（札幌市豊平区豊平）
- 萬松院（三笠市幌内町）[17]
- 明王寺（歌志内市本町）
- 金龍山大覚寺（札幌市東区）[18]
- 実相寺（夕張市本町）
- 願王寺（余市郡仁木町銀山）
- 禅竜寺（江別市牧場町）[19]
- 含笑寺（札幌市南区藤野）
- 観音寺（札幌市北区）
- 全久寺（当別町対雁）[20]
- 瑞圭山浄国寺（札幌市西区山の手）[21]
- 天野山北大寺（札幌市北区）[22]
- 五雲山龍興寺（札幌市中央区）
- 大徳山定山寺（札幌市南区定山渓温泉）
- 忍法山大宥寺（山鼻禅寺）（札幌市中央区山鼻）[23]
- 高正寺（札幌市東区東苗穂）
- 天章山豊龍寺（札幌市豊平区美園）
- 泉龍山大昌寺（札幌市白石区北郷）[24]
- 正信山養福寺（札幌市西区西野）[25]
- 徳林山禅福寺（札幌市清田区平岡）
- 大玄寺（深川市北光町）
- 栴崖山禅徳寺（札幌市手稲区前田）[26]
- 正法山達磨寺（北広島市富ヶ岡）[27]

## 交通アクセス
- 札幌市営地下鉄東豊線 豊水すすきの駅向かい
- 札幌市営地下鉄南北線 すすきの駅より徒歩5分